# Episodi di 9-1-1 (prima stagione)
La prima stagione della serie televisiva 9-1-1, composta da 10 episodi, è stata trasmessa negli Stati Uniti dall'emittente Fox dal 3 gennaio al 21 marzo 2018.
In Italia la stagione è andata in onda in prima visione su Fox Life, canale a pagamento della piattaforma satellitare Sky, dal 13 febbraio al 17 aprile 2018. In chiaro è stata trasmessa su Rai 2 dall'8 al 29 gennaio 2019.
| nº | Titolo originale      | Titolo italiano              | Prima TV originale | Prima TV Italia  |
| -- | --------------------- | ---------------------------- | ------------------ | ---------------- |
| 1  | Pilot                 | Emergenze                    | 3 gennaio 2018     | 13 febbraio 2018 |
| 2  | Let Go                | Lasciar andare               | 10 gennaio 2018    | 20 febbraio 2018 |
| 3  | Next of Kin           | Legami di famiglia           | 17 gennaio 2018    | 27 febbraio 2018 |
| 4  | Worst Day Ever        | Il giorno peggiore di sempre | 24 gennaio 2018    | 6 marzo 2018     |
| 5  | Point of Origin       | Punto d'origine              | 31 gennaio 2018    | 13 marzo 2018    |
| 6  | Heartbreaker          | Cuori infranti               | 7 febbraio 2018    | 20 marzo 2018    |
| 7  | Full Moon (Creepy AF) | Luna piena                   | 28 febbraio 2018   | 27 marzo 2018    |
| 8  | Karma's a Bitch       | Karma                        | 7 marzo 2018       | 3 aprile 2018    |
| 9  | Trapped               | In trappola                  | 14 marzo 2018      | 10 aprile 2018   |
| 10 | A Whole New You       | Un nuovo inizio              | 21 marzo 2018      | 17 aprile 2018   |

## Emergenze
- Titolo originale: Pilot
- Diretto da: Bradley Buecker
- Scritto da: Ryan Murphy, Brad Falchuk e Tim Minear

### Trama
A Los Angeles opera l'unità dei vigili del fuoco della caserma 118 guidata dal capitano Bobby Nash, che da diciotto mesi ha ripreso il servizio operativo dopo una sospensione dovuta alla sua dipendenza da alcolici e pillole. Nella sua unità lavorano Chimney, Hen e Buck, ed è proprio con quest'ultimo che Bobby ha un rapporto conflittuale, perché nonostante sia un ottimo vigile del fuoco, è indisciplinato e non è capace di contenere la sua libido: più volte, durante i suoi turni di lavoro, si intrattiene con ragazze rischiando di non adempiere ai suoi doveri. Bobby si vede costretto a cacciarlo dalla caserma. Il sergente del dipartimento di polizia Athena Grant, sta attraversando un momento difficile dato che il marito Michael ha appena confessato ai loro figli, May e Harry, di essere gay. Abby Clark, operatrice telefonica del call center delle chiamate delle emergenze, si prende cura della madre che è affetta dal morbo di Alzheimer. Una bambina chiama i soccorsi e Abby risponde alla chiamata: due ladri sono entrati in casa sua, Athena giunge sul posto, e con lei anche Buck alla guida di un'autopompa. Grazie a un lavoro di squadra coordinato da Abby, Athena cattura uno dei malviventi, mentre il secondo tenta di scappare in moto, ma Buck lo manda fuori strada con l'idrante della sua autopompa. Bobby decide di dare a Buck un'altra possibilità dato che il ragazzo ora ha capito quanto sia fortunato a essere un vigile del fuoco.
- Ascolti Italia (in chiaro): telespettatori 1.477.000 – share 5,40%[3]

## Lasciar andare
- Titolo originale: Let Go
- Diretto da: Gwyneth Horder-Payton
- Scritto da: Ryan Murphy, Brad Falchuk e Tim Minear

### Trama
Al luna park le montagne russe si bloccano e Buck cerca di portare in salvo un ragazzo di nome Devon, ma quest'ultimo colto dal panico cade nel vuoto, morendo. Buck difficilmente riesce ad andare avanti dopo questa esperienza traumatica, intanto Abby, che inizia a provare attrazione per il ragazzo, stringe un rapporto di amicizia con lui telefonandogli. Athena e Hen rispondono alla chiamata di un uomo che è in pericolo dato che dei cani apparentemente aggressivi sono entrati in casa sua, ma poi scoprono che lui non era il proprietario, ma solo un ladro che era entrato nell'abitazione, e quelli sono solo i cani da guardia. Abby riceve l'aiuto di Carla, operatrice dei servizi sociale, che accudirà sua madre dandole supporto. Buck riesce finalmente a ritrovare la sua lucidità e salva un uomo che voleva tentare il suicidio. Athena non è intenzionata a divorziare, è anche disposta a proseguire un matrimonio senza intimità fisica, ma poi scopre che Michael ha già iniziato a frequentare un altro uomo. Buck riceve una visita dalla sorella di Devon, e lei gli rivela che suo fratello soffriva di depressione, è probabile che avesse deciso di cadere dalle montagne russe di proposito, non c'era nulla che Buck potesse fare per salvarlo. Athena riesce a rintracciare il ladro che prima le era sfuggito, e lo arresta. Quando però torna a casa scopre che May ha preso delle pillole ed è andata in overdose.
- Ascolti Italia (in chiaro): telespettatori 1.438.000 – share 5,85%[3]

## Legami di famiglia
- Titolo originale: Next of Kin
- Diretto da: Barbara Brown
- Scritto da: John J. Gray

### Trama
May viene ricoverata in ospedale a causa di un'overdose da idrocodone, fortunatamente viene salvata appena in tempo, Michael si sente in colpa dando per scontato che il gesto della figlia sia una conseguenza della separazione dei suoi genitori, ma May confessa di averlo fatto perché da tempo è vittima di bullismo da parte di alcune compagne di scuola. Andrew, il fratello di Abby, va a trovare la madre per il suo compleanno, e prova a convincere Abby a internarla in una clinica specializzata, ma la donna non intende separarsi da sua madre, preferendo prendersene cura personalmente. Chimney chiede alla sua fidanzata Tatiana di sposarlo, ma lei preferisce aspettare qualche giorno prima di dargli una risposta. Chimney ha capito che Tatiana non ha alcuna intenzione di sposarlo, e questo lo porta a litigare con Bobby il quale è sempre stato dell'opinione che la loro relazione era solo una messa in scena, dato che Chimney amava impressionarla raccontandole falsi aneddoti sui suoi atti di eroismo. Chimney lascia la caserma e mentre è in auto fa un incidente e un tondino di ferro gli trapassa il cranio. Bobby, Buck e Hen arrivano sul posto per salvarlo, fortunatamente è riuscito a sopravvivere, infatti non sente dolore benché faccia fatica a muoversi. Chimney viene portato in ospedale, e Bobby chiede a Tatiana di restargli accanto, ma lei non ha intenzione di farlo, perché la realtà dei fatti è che non ama Chimney e non vuole più restare con lui, e se gli resterà vicino durante la sua riabilitazione gli darebbe solo false illusioni e poi non troverebbe più il coraggio di lasciarlo. Chimney entra in coma farmacologico, ma non è solo, infatti Bobby, Hen e Buck sono accanto a lui, perché sono la sua famiglia.
- Ascolti Italia (in chiaro): telespettatori 1.331.000 – share 7,12%[3]

## Il giorno peggiore di sempre
- Titolo originale: Worst Day Ever
- Diretto da: Bradley Buecker
- Scritto da: Zachary Reiter

### Trama
Un incidente aereo a Los Angeles richiede il lavoro di tutta la squadra, che riesce a salvare il maggior numero di persone possibile. Tre minuti prima dello schianto dell'aereo, un passeggero aveva chiamato il 911 e Abby rispose alla chiamata, l'uomo aveva una moglie incinta, quindi Abby chiede a Buck se può trovarlo, ma il vigile del fuoco scopre che è tra i passeggeri deceduti. Dopo questa missione di salvataggio, Bobby ricade nel suo alcolismo, Buck e Hen vanno a casa sua per aiutarlo a rimettersi in sesto. Athena va a casa della ragazza che si è accanita contro May, che tra l'altro non mostra nessun senso di colpa per ciò che le è successo, quindi Athena la umilia davanti ai suoi amici arrestandola per possesso di droga, scatenando l'ira dei genitori che vanno in caserma a farle una scenata. La madre di Abby, a causa di una distrazione della figlia, esce di casa e Abby non ha idea di dove cercarla.
- Ascolti Italia (in chiaro): telespettatori 1.594.000 – share 5,99%[4]

## Punto d'origine
- Titolo originale: Point of Origin
- Diretto da: Gwyneth Horder-Payton
- Scritto da: Erica L. Anderson

### Trama
May finalmente è ritornata a casa dopo il calvario che lei e la sua famiglia hanno passato, mentre Athena aiuta Abby a cercare sua madre. Tra l'altro anche Buck contribuisce alle ricerche e lui e Abby hanno finalmente modo di conoscersi personalmente dato che fino ad ora si limitavano a sentirsi al telefono. Durante un matrimonio indiano, il pavimento cede, e anche se i due sposi sopravvivono, molti degli invitati muoiono. Bobby si accanisce contro il proprietario dell'edificio, che aveva costruito un terzo piano aggiuntivo col Pal-Kal, quindi non era a norma. Fortunatamente ci pensa Hen a calmarlo, ma è già da un po' di tempo che il suo capitano è diventato collerico. Hen va a trovare la sua ex, Eva, al penitenziario: lei vuole che Hen le faccia da garante dato che potrebbe uscire di prigione con la condizionale, ma Karen, la moglie di Hen, non è d'accordo temendo che Eva voglia rientrare nella vita del loro bambino, Denny. Bobby parla con il suo prete confessore, rivelandogli che cinque anni prima, quando viveva a Saint Paul, lui aveva problemi di dipendenza da ossicodone e alcolici, a causa di un dolore alla schiena che era sempre più persistente. Bobby lasciò la stufa elettrica accesa che diede inizio a un principio di incendio, le fiamme divamparono dato che l'edificio dove viveva insieme alla moglie e ai due figli era costruito con materiali scadenti. Morirono 148 persone, compresa tutta la sua famiglia. Bobby non ha mai parlato ai suoi colleghi della sua vita privata ritenendo che mantenendo un certo distacco sarebbe stato un leader migliore. Il prete cerca di spiegargli l'importanza di saper stringere dei legami con la gente e Bobby ormai capisce di considerare Chimney, Hen e Buck la sua famiglia, permettendo dunque ai suoi colleghi di imparare a conoscerlo meglio. Athena informa Buck e Abby che la madre di quest'ultima è stata trovata da alcuni uomini nella zona sud della città ed è stata portata in ospedale, infine la riaccompagnano a casa. Abby e Buck, dopo questa storia, capiscono di provare dei sentimenti l'uno per l'altra.
- Ascolti Italia (in chiaro): telespettatori 1.591.000 – share 6,70%[4]

## Cuori infranti
- Titolo originale: Heartbreaker
- Diretto da: Bradley Buecker
- Scritto da: Matthew Hodgson

### Trama
È il giorno di San Valentino e Buck invita Abby alla festa alla caserma 118 per il ritorno di Chimney, che è stato dimesso dall'ospedale ed è pronto a tornare in servizio. Durante la notte di San Valentino, Bobby e Chimney lavorano durante i giorni di ferie, in modo che Buck possa andare al suo primo appuntamento con Abby. Ma l'appuntamento va male quando lui si soffoca con un po' di pane ed Abby deve chiedere aiuto, facendo una tracheotomia d'emergenza. Bobby e Chimney prestano soccorso a un uomo che è caduto dalla terrazza della casa della sua ex moglie, che stava tradendo proprio con lui il suo attuale fidanzato. Dopo aver corso contro il tempo per consegnare un organo per un trapianto, Athena ha a che fare con una donna sconvolta di nome Melora che ha ucciso il suo fidanzato Ted, falso e traditore, dopo un disastroso tentativo di organizzare una cena romantica. Melora sequestra Athena, che grazie a un colpo di fortuna, riesce comunque a mettere fuori Melora che poi viene arrestata.
- Ascolti Italia (in chiaro): telespettatori 1.438.000 – share 7,97%[4]

## Luna piena
- Titolo originale: Full Moon (Creepy AF)
- Diretto da: Maggie Kiley
- Scritto da: Adam Penn

### Trama
Abby risponde a una chiamata di emergenza, una donna anziana e spaventata, è convinta che un uomo la stia spiando, inoltre in un'altra chiamata di emergenza, una donna chiede aiuto perché un uomo è entrato in casa sua, e lei poi viene ritrovata morta. Chimney, Hen e Athena sono alle prese con un tossico che si è dato al cannibalismo, e Athena per autodifesa lo uccide sparandogli. La squadra omicidi arresta il marito della donna che è stata ritrovata morta, dato che da tempo la perseguitava dopo la loro separazione dando per scontato che sia lui il colpevole. Ma Abby è convinta che l'assassino sia un altro uomo, e capisce che tra la chiamata di aiuto della vittima e quella dell'anziana donna c'è un nesso: infatti la donna anziana va a stare dalla figlia, la quale è divorziata e il suo ex marito, che le dà il tormento, stava spiando la suocera. Inoltre è stato lui a uccidere quella donna che era un'amica della sua ex moglie, ritenendola colpevole di averla aiutata ad allontanarsi da lui. Abby telefona alla donna per metterla in guardia, e lei trovandosi preparata uccide il suo ex marito che era riuscito a trovare la sua nuova casa. Intanto Eva è riuscita a tornare in libertà su condizionale e invita Hen a casa sua per festeggiare, e le due finiscono a letto insieme. Intanto Abby e Buck portano la loro storia a un livello più alto e fanno l'amore.
- Ascolti Italia (in chiaro): telespettatori 1.423.000 – share 5,31%[5]

## Karma
- Titolo originale: Karma's a Bitch
- Diretto da: Barbara Brown
- Scritto da: Kristen Reidel

### Trama
Chimney organizza alla caserma 118 una raccolta per il sangue, e anche Bobby, Hen e Buck danno il loro contributo, donando il loro. Michael informa Athena che ha deciso di presentare ai figli il suo nuovo compagno. Naturalmente Athena non approva, lei riteneva che la cosa migliore fosse rimanere sposati almeno per il bene di May e Harry, ma proprio i suoi figli la esortano ad accettare la realtà dei fatti, perché non ha senso vivere in un'illusione. Hen confessa ad Athena di aver tradito Karen con Eva, cosa di cui si è già pentita. Athena le suggerisce di dire la verità a sua moglie, ma Karen lo sapeva già, dato che Eva ha fatto domanda per la custodia del piccolo Denny rivelando che è stata a letto con Hen e che a causa dell'adulterio l'ambiente familiare è compromesso: lo scopo di Eva dunque era quello di usare Hen per riavvicinarsi al bambino. Bobby viene chiamato in ospedale, sembra che la cosa sia correlata al suo sangue, Bobby crede di essere malato e questo lo rende felice perché ora potrà morire e ricongiungersi alla sua famiglia, ma il medico lo informa che il suo sangue può essere donato ai bambini affetti dall'incompatibilità Rh. Bobby rivela a Chimney quanto ancora soffre per la morte della moglie e dei suoi figli, annota persino il numero di persone che salva in un'agenda, per lui il suo lavoro è solo una penitenza sperando di raggiungere un numero pari a quello delle vittime che morirono in quell'incendio che lui stesso causò. Karen lascia Hen portando con sé Denny, mentre Athena va in un bar e conosce un uomo di nome Aaron che le offre da bere. Chimney porta Bobby all'ospedale facendogli vedere una bambina nata sana grazie al suo sangue, e lei come molti altri che verranno guariti grazie a Bobby, in un certo senso, saranno pure loro suoi figli.
- Nota: nella puntata è citato James Harrison, donatore di sangue che nel corso della sua vita effettuò ben 1173ª donazioni.
- Ascolti Italia (in chiaro): telespettatori 1.477.000 – share 6,13%[5]

## In trappola
- Titolo originale: Trapped
- Diretto da: Gwyneth Horder-Payton
- Storia: Adam Glass
- Teleplay: Aristotle Kousakis

### Trama
Da quando Athena ha iniziato a uscire con Aaron è felicissima, è tornata a essere una donna capace di provare passione, anche se le cose si fanno imbarazzanti quando si ammanetta con lui a letto, dovendo chiamare Abby, la quale avverte Hen che li aiuta entrambi. Hen sta passando un momento difficile, infatti Eva è determinata a riavere la custodia di Denny visto che è la madre biologica. In realtà il suo è un espediente per tornare con Hen, ma lei non ha intenzione di ricadere negli stessi sbagli del passato, ora l'unica cosa che vuole è riconquistare Karen. Per Buck sta diventando sempre più difficile gestire la sua storia con Abby, pur essendone innamorato crede che le cose siano troppo impegnative per via delle condizioni di salute di sua madre, ma Bobby lo convince a metterci più impegno, perché sebbene Buck non possa effettivamente aiutare Abby con i suoi problemi, può comunque starle accanto. Aaron è molto preso da Athena, ma quest'ultima decide di lasciarlo perché non è pronta per una vera relazione. Purtroppo a fine episodio la madre di Abby muore.
- Ascolti Italia (in chiaro): telespettatori 1.790.000 – share 6,64%[6]

## Un nuovo inizio
- Titolo originale: A Whole New You
- Diretto da: Bradley Buecker
- Scritto da: Ryan Murphy, Brad Falchuk e Tim Minear

### Trama
Ora che la madre di Abby è morta, Andrew, Carla e Buck si prendono cura di lei, ma le cose prendono una brutta piega quando alcune donne si accaniscono contro Buck accusandolo di aver intrecciato con loro delle relazioni online. Abby si arrabbia dato che tutto fa supporre che Buck non abbia mai smesso di divertirsi con altre ragazze, sebbene lui affermi di non avere nulla a che fare con tutto ciò. Un uomo piuttosto attempato decide di comprarsi una moto, ma il suo corpo viene tagliato a metà a causa di un incidente automobilistico. Bobby corre in suo aiuto ma c'è poco da fare, comunque lo aiuta a parlare al cellulare con suo figlio per un'ultima volta, prima di morire. Bobby si mette a piangere ma Athena gli dà il conforto di cui ha bisogno. Hen si scusa con Karen per averla tradita, e lei nonostante sia adirata la perdona. Chimney aiuta Buck scoprendo che un uomo ha copiato una sua foto da Facebook per creare un falso profilo social a suo nome per adescare ragazze. Buck e Chimney lo rintracciano e scoprono che viveva in una roulotte, è morto già da dieci giorni e dopo il rigor mortis il suo corpo si è gonfiato di fluidi e gas. Nonostante tutto Buck prova pena per lui. Bobby finalmente decide di iniziare a uscire con delle donne, iscrivendosi a un sito di incontri. Sebbene Buck sia riuscito a chiarire con Abby, quest'ultima ha deciso di lasciare Los Angeles e di andare a Dublino, per commemorare sua madre che non ha mai avuto modo di viaggiare molto.
- Ascolti Italia (in chiaro): telespettatori 1.710.000 – share 7,10%[6]